# Albert Francis Blakeslee
Albert Francis Blakeslee (Geneseo, Nova York, 9 de novembre de 1874 - Northampton, Massachusetts, 16 de novembre de 1954) fou un biòleg botànic estatunidenc.
És molt conegut per les seves investigacions a la planta verinosa de l'estramoni i pels seus estudis sobre la sexualitat dels fongs. Per a ell l'estramoni era la millor planta per fer estudis hereditaris
Va dirigir l'estació experimental de la fundació Carnegie a Cold Spring Harbor (Nova York) del 1936 al 1940. Després va treballar a la Universitat de Colúmbia (1940-42), i a partir del 1943 va dirigir l'estació experimental de genètica del Smith College a Northampton.
Va descobrir la fotoperiodicitat i l'efecte de la colquicina en l'obtenció experimental de poliploides.

## Obres
- A. F. Blakeslee (1904): Sexual reproduction in the Mucorineae, Proc. Americ. Acad. Arts Sci. 40: 205–319.
- A. F. Blakeslee (1922): Variations in Datura Due to Changes in Chromosome Number, The American Naturalist, 56 (642) : 16–31.
- Sophia Satina und A. F. Blakeslee (1926): The Mucor Parasite Parasitella in Relation to Sex, Proc Natl Acad Sci U S A. 12(3): 202–207.
- A. F. Blakeslee und A. G. Avery (1937): Methods inducing doubling of chromosomes in plants, The Journal of heredity 28: 393–411.
- A. F. Blakeslee, S. Satina und A. G. Avery (1940): Utilization of induced periclinal chimeras in determining the constitution of organs and their origin from three germ layers in Datura, Science 91: 423.